# Adolphe Blanqui
Pour les articles homonymes, voir Blanqui.
Jérôme-Adolphe Blanqui, connu aussi sous le nom de Blanqui aîné, né le 21 novembre 1798 à Nice (département des Alpes-Maritimes sous la 1re République) et mort le 29 janvier 1854 à Paris, est un économiste français.

## Biographie
Il est le fils aîné de Jean Dominique Blanqui, membre de la Convention et député au Conseil des Cinq-Cents, et frère ainé du révolutionnaire Auguste Blanqui, dont il suit les études et reste proche jusqu'en 1839, malgré son engagement pour le socialisme.
C'est à lui qu'on doit l'expression révolution industrielle, dans son ouvrage en 5 volumes Histoire de l'économie politique en Europe: depuis les anciens jusqu'à nos jours, paru en 1837.
Partisan du libre-échange, il s'attache de bonne heure à Jean-Baptiste Say, auquel il succède à la chaire d'économie politique au Conservatoire national des arts et métiers en 1833. Il est rédacteur au Journal du commerce, au Courrier français et au Siècle. Il collabore au Producteur, journal saint-simonien, au Figaro, au Courrier français. Il fonde le Journal des économistes.
En 1825, il devient professeur d’histoire commerciale et d’économie politique à l'École Supérieure de Commerce de Paris. À l’époque, cette école de commerce est l’une des plus connues d’Europe. En 1830, il achète l’école et en fait une entreprise familiale, ce qu’elle est restée jusqu’en 1869.
Il dialogue avec les réformateurs sociaux de son temps. Proudhon est son élève. Blanqui correspond avec lui jusqu'en 1848 et le tient en haute estime.
Adolphe Blanqui est membre de l'Académie des sciences morales et politiques en 1838 et professeur au Conservatoire des Arts et Métiers. Il est l'auteur de nombreuses publications, ayant toutes pour objet les progrès de l'industrie et du libre-échange. Selon Ghislain Deslandes, il est celui qui a donné en France ses lettres de noblesse à l'enseignement commercial.
Le 1er août 1846, Adolphe Blanqui est élu député dans le 1er collège électoral de la Gironde (Bordeaux), par 352 voix sur 709 votants et 888 inscrits, contre 348 à M. Larrieu, candidat de l'opposition démocratique. Conservateur en politique, il soutient la monarchie de Louis-Philippe.
Son beau-frère est l'économiste Joseph Garnier et son gendre Hippolyte Maze, agrégé d'histoire, préfet.

## Distinctions
- Officier de la Légion d'honneur (1852)[9]

## Citation
« C'est l'ignorance sociale qui fait la fortune du socialisme. »
- Séances et travaux de l'Académie des sciences morales et politiques, compte-rendu des séances (1849), p. 258

## Principaux ouvrages

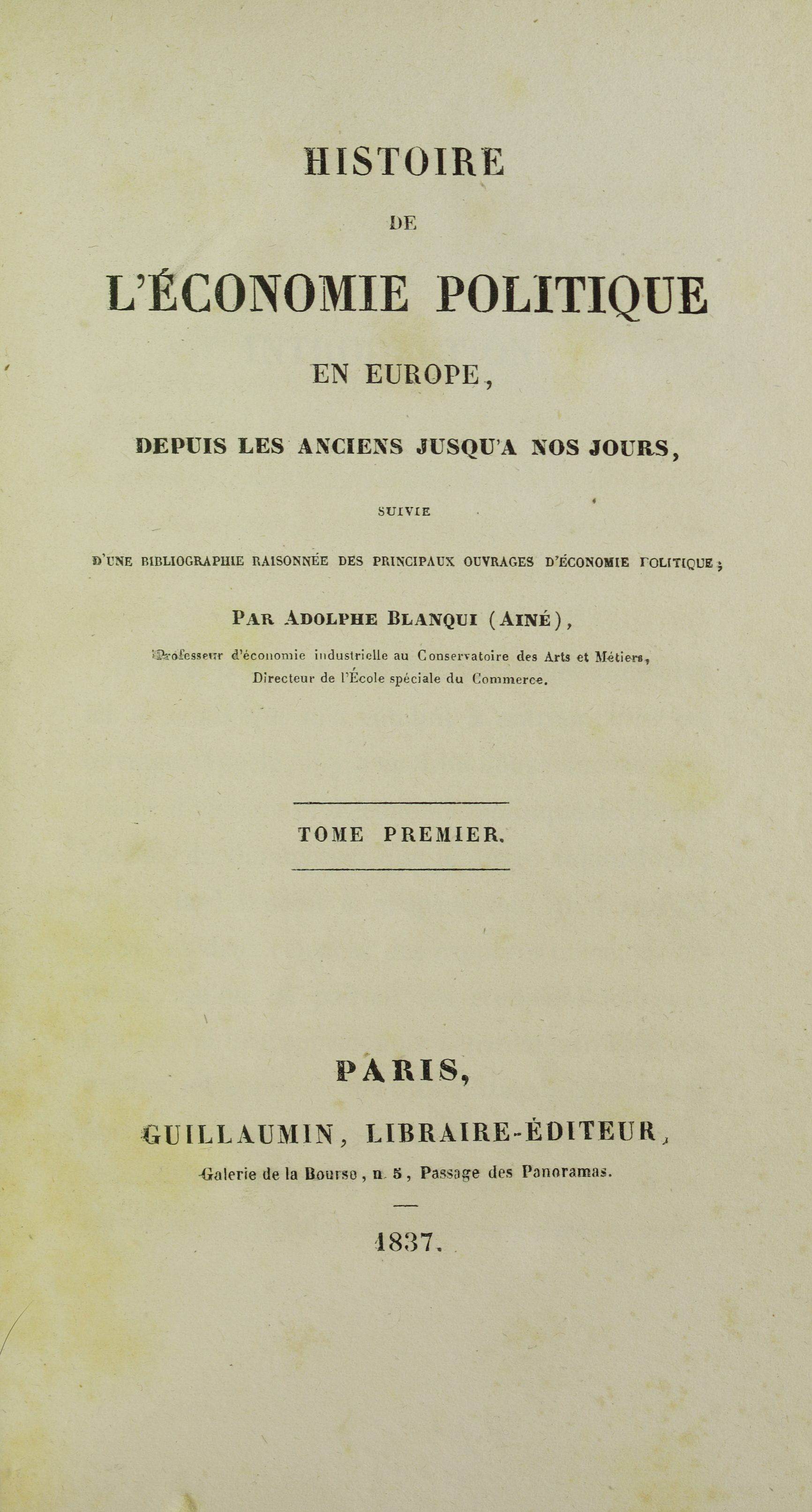
Histoire de l'économie politique en Europe, 1837.

- Voyage d'un jeune Français en Angleterre (1824)Voyage d'un jeune Français en Angleterre et en Ecosse pendant l'automne 1823, Paris, Dondey-Dupré, 1824, 426 p. (lire en ligne)
- Histoire de la civilisation industrielle des nations européennes (1825)[10]
- Voyage à Madrid, Paris, Bondey-Dupré père et fils, 1826, 251 p. (lire en ligne)
- Résumé de l'histoire du commerce et de l'industrie, Paris, Lecointe et Durey, 1826, 292 p. (lire en ligne)
- Précis élémentaire d'économie politique, Paris, Guillaumin et Ce, 1826 et 1857, 282 p.
- Histoire de l'Exposition de l'industrie (1827)
- Histoire de l'économie politique en Europe depuis les anciens jusqu'à nos jours ; suivie d'une bibliographie raisonnée des principaux ouvrages d'économie politique, t. second, Paris, Guillaumin, 1860, 430 p. (lire en ligne) 2 vol. (voir : t. 1)
- Rapport sur l'état économique et moral de la Corse (1838)
- Cours d'économie industrielle (1836-1839), Conservatoire des arts et métiers. Leçons sur les banques, les routes, l'instruction publique, les fers et fontes, la houille, le coton, la soie, la laine, les châles, les toiles, les betteraves, l'industrie parisienne, sur le commerce des ports Marseille et Bordeaux, Paris, J. Angé, 1837, 556 p. (lire en ligne)
- Cours d'économie industrielle (1836-1839) : Conservatoire des arts et métiers. Leçons sur le capital, l'impôt, la rente, la division du travail, les machines, le paupérisme, la monnaie, le crédit, les banques, l'agriculture, l'industrie, les travaux publics, la conversion des rentes, les sociétés en commandite, les douanes, la statistique et sur les socialistes modernes, St Simon, Fourier, Owen et leurs disciples, t. I, Paris, J. Angé ; L. Hachette, 1837-1839, 348 p.
- Cours d'économie industrielle (1836-1839) : Conservatoire des arts et métiers. Leçons sur l'agriculture, l'industrie manufacturière, les grandes et petites industries, les industries protégées, l'organisation du commerce en France, les voies de communication, les chemins de fer, les sociétés commerciales, les systèmes de Saint-Simon, Fourier et Owen, la Statistique, le Budget, les Rapports de la Géographie avec l'Economie Politique., t. III, Paris, J. Angé ; L. Hachette, 1837-1839, 378 p. (lire en ligne)
- Rapport sur la situation économique de nos possessions dans le Nord de l'Afrique (1840)
- Considérations sur l'état social des populations de la Turquie d'Europe (1841)
- Principes et leçons d’agriculture et d’économie rurale, Paris, Librairie agricole et administrative, Paris, Librairie agricole et administrative, 1843, 372 p.
- Voyage en Bulgarie 1841 (1843)
- Des classes ouvrières en France pendant l'année 1848 (1849)
- Rapport sur l'exposition de Londres (1851)